# Montagu Island
Montagu Island (spanisch Isla Jorge) ist mit etwa 110 km² Fläche die größte der im subantarktischen Südatlantik gelegenen Südlichen Sandwichinseln. Die Insel zählt politisch zum Britischen Überseegebiet „Südgeorgien und die Südlichen Sandwichinseln“, wird aber auch von Argentinien beansprucht.

## Geographie
Montagu Island liegt zentral innerhalb des Inselbogens der Südlichen Sandwichinseln, etwa 60 km südlich von Saunders Island und 60 km nördlich von Bristol Island. Die unbewohnte Vulkaninsel hat eine Ausdehnung von ungefähr 12 × 11 km, wobei über 90 % ihrer Fläche permanent mit Eis bedeckt sind. Der Schildvulkan Mount Belinda ist mit seiner Höhe von 1370 m über dem Meer der bemerkenswerteste geographische Aspekt der vegetationslosen Insel und zugleich die höchste Erhebung der Südlichen Sandwichinseln. Ein weiterer markanter Bergkegel, der Mount Oceanite mit einer Höhe von 915 m, erhebt sich im äußersten Südosten der Insel.

## Ausbruch des Mount Belinda
Da für die Zeit des Holozäns keinerlei vulkanische Aktivität bekannt war, galt Mount Belinda bis zum Ende des 20. Jahrhunderts als inaktiv. Ab Oktober 2001 wiesen Satellitenaufnahmen auf Ausbruchstätigkeit am Gipfel des Berges hin, die bis ins Jahr 2007 anhielt. Auf dem Höhepunkt der vulkanischen Aktivitäten im Jahr 2005 entstand ein rund 90 Meter breiter Lavastrom, der sich nach 3,5 Kilometern an der Nordküste unter Ausbildung eines Deltas ins Meer ergoss, wodurch die Fläche der Insel um etwa 0,2 km² vergrößert wurde.

## Geschichte
Entdeckt wurde Montagu Island am 1. Februar 1775 vom britischen Seefahrer James Cook, der sie nach John Montagu, damals Erster Lord der Admiralität, Cape Montagu benannte, da er annahm, es handele sich um die Spitze eines größeren Landes. Erst Fabian Gottlieb von Bellingshausen stellte im Januar 1820 den Inselcharakter fest. Die erste überlieferte Landung auf Montagu Island erfolgte 1908 durch den norwegischen Walfänger Carl Anton Larsen.